# تیکرا، استرالیای جنوبی
تیکرا (به انگلیسی: Tickera) یک شهرک در استرالیا است که در استرالیای جنوبی واقع شده‌است.

## نگارخانه

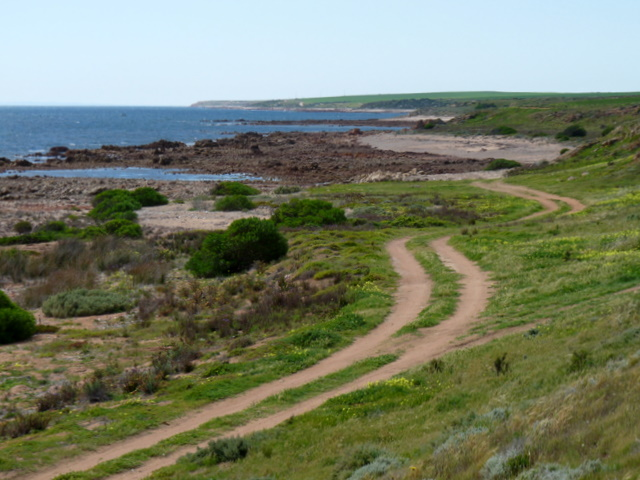
خط ساحلی
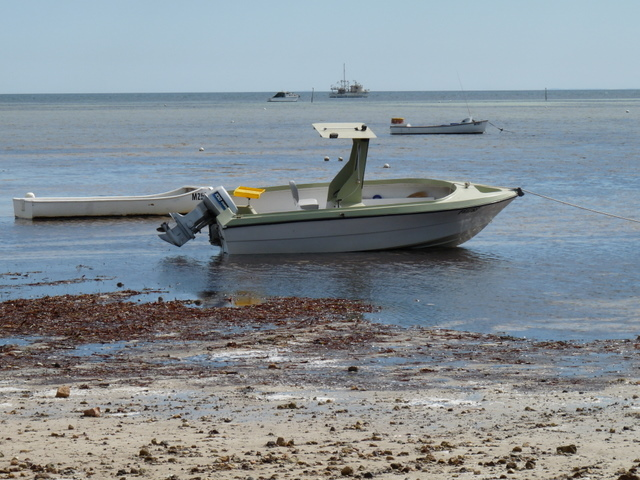
قایقهای محلی